# Procladius curtus
Procladius curtus är en tvåvingeart som beskrevs av Roback 1971. Procladius curtus ingår i släktet Procladius och familjen fjädermyggor.
Artens utbredningsområde är Florida. Inga underarter finns listade i Catalogue of Life.